# Siecq
Siecq là một xã trong tỉnh Charente-Maritime trong vùng Nouvelle-Aquitaine, tây nam nước Pháp. Xã Siecq nằm ở khu vực có độ cao trung bình 85 mét trên mực nước biển.